# Helmeringhausen
Helmeringhausen este un oraș din Namibia. Se află  la o distanță de 200 km NE de Lüderitz și 500 km S de Windhoek. A fost fondat ca și fermă, de către un membru al Schutztruppe, armata colonială germană. Mai târziu orașul a devenit faimos pentru oile karakul crescute aici.